# Arbeitsgericht Zusmarshausen
Das Arbeitsgericht Zusmarshausen war ein bayerisches Arbeitsgericht mit Sitz in Zusmarshausen.

## Geschichte
Gemäß Arbeitsgerichtsgesetz vom 23. Dezember 1926 wurden in Deutschland Arbeitsgerichte gebildet. Diese waren nur in der ersten Instanz organisatorisch selbstständige Gerichte, die Landesarbeitsgerichte waren den Landgerichten zugeordnet. Am Landgericht Augsburg entstand so 1927 das Landesarbeitsgericht Augsburg als eines von 23 Landesarbeitsgerichten in Bayern. In Zusmarshausen entstand das Arbeitsgericht Zusmarshausen als eines von zwölf Arbeitsgerichten des Landesarbeitsgerichtes. Sein Sprengel umfasste den Gerichtsbezirk des Amtsgerichtes Zusmarshausen. Es bestand eine allgemeine Kammer für Arbeiter und Angestellte und eine Kammer für das Handwerk.
Bereits 1929 wurde die Zahl der Arbeitsgerichte deutlich reduziert. Das Arbeitsgericht Zusmarshausen wurde aufgehoben und sein Sprengel dem Arbeitsgericht Augsburg zugeordnet.